# Джон Брайт (сценарист)
Джон Мілтон Брайт (англ. John Milton Bright; нар. 1 січня 1908, Балтимор — пом. 14 вересня 1989, Лос-Анджелес) — американський журналіст, сценарист і політичний діяч.
Джон Брайт народився 1 січня 1908 року в Балтіморі, штат Меріленд. Він починав свою кар'єру як журналіст, працюючи разом з Беном Хектом. Він написав сценарії для таких відомих фільмів, як Ворог суспільства (1931), Вона була неправа (1933), Шерлок Холмс і голос жаху (1942). У 1933 році Брайт був одним із 10 письменників, які заснували Гільдію сценаристів.
Джон Брайт помер 14 вересня 1989 року в Лос-Анджелесі, штат Каліфорнія.

## Вибрана фільмографія
- 1931: Ворог суспільства / The Public Enemy
- 1931: Розумні гроші / Smart Money
- 1933: Вона була неправа / She Done Him Wrong